# Лямта
Лямта (фінік. , лат. Leptis Minor, араб. لمطة) — місто в Тунісі. Входить до складу вілаєту Монастір. Відомий порт в роки Римської імперії. Через місто проходить залізнична лінія Метро Сахель.
| Туніс | Це незавершена стаття з географії Тунісу. Ви можете допомогти проєкту, виправивши або дописавши її. |